# Seán Cahill
Seán Cahill (ur. 26 kwietnia 1967) – irlandzki lekkoatleta, specjalizujący się w biegu na 110 metrów przez płotki. Na tym dystansie wystąpił m.in.: podczas mistrzostw świata w lekkoatletyce w 1993 (17. miejsce) oraz 1995 roku (46. miejsce), a także Letnich Igrzysk Olimpijskich 1996 w Atlancie, kiedy to odpadł w eliminacjach.

## Rekordy życiowe
| Konkurencja                     | Wynik | Miejsce   | Data             |
| ------------------------------- | ----- | --------- | ---------------- |
| Bieg na 110 metrów przez płotki | 13.70 | Stuttgart | 19 sierpnia 1993 |

## Najlepsze wyniki w sezonie
Bieg na 110 metrów przez płotki
| Rok  | Wynik | Miejsce   | Data        |
| ---- | ----- | --------- | ----------- |
| 1993 | 13.70 | Stuttgart | 19 sierpnia |
| 1995 | 13.83 | Moskwa    | 5 czerwca   |
| 1996 | 14.28 | Atlanta   | 28 lipca    |